# Aleiodes pallidicornis
Aleiodes pallidicornis är en stekelart som först beskrevs av Herrich-Schäffer 1838.  Aleiodes pallidicornis ingår i släktet Aleiodes och familjen bracksteklar. Arten är reproducerande i Sverige. Inga underarter finns listade i Catalogue of Life.